# Маріон Зіндерштайн
Маріон Зіндерштайн (англ. Marion Zinderstein; 6 травня 1896 — 14 серпня 1980) — колишня американська тенісистка.
Перемагала на турнірах Великого шолома в парному та змішаному парному розрядах.

## Фінали турнірів Великого шолома

### Одиночний розряд: 2 (2 поразки)
| Результат | Рік  | Турнір        | Покриття | Суперниця       | Рахунок  |
| --------- | ---- | ------------- | -------- | --------------- | -------- |
| Поразка   | 1919 | Чемпіонат США | Трава    | Гейзел Готчкісс | 1–6, 2–6 |
| Поразка   | 1920 | Чемпіонат США | Трава    | Молла Маллорі   | 3–6, 1–6 |

### Парний розряд: (4–1)
| Результат | Рік  | Турнір        | Покриття | Партнерка   | Суперниці                     | Рахунок       |
| --------- | ---- | ------------- | -------- | ----------- | ----------------------------- | ------------- |
| Перемога  | 1918 | Чемпіонат США | Трава    | Елінор Ґосс | Молла Маллорі Анна Роґґе      | 7–5, 8–6      |
| Перемога  | 1919 | Чемпіонат США | Трава    | Елінор Ґосс | Елеонора Сірс Гейзел Готчкісс | 10–8, 9–7     |
| Перемога  | 1920 | Чемпіонат США | Трава    | Елінор Ґосс | Еленор Теннент Гелен Бейкер   | 6–3, 6–1      |
| Перемога  | 1922 | Чемпіонат США | Трава    | Гелен Віллс | Молла Маллорі Едіт Сіґорні    | 6–4, 7–9, 6–3 |
| Поразка   | 1924 | Чемпіонат США | Трава    | Елінор Ґосс | Гелен Віллс Гейзел Готчкісс   | 4–6, 3–6      |

### Мікст: 1 (1 перемога)
| Результат | Рік  | Турнір        | Покриття | Партнер         | Суперник і суперниця       | Рахунок        |
| --------- | ---- | ------------- | -------- | --------------- | -------------------------- | -------------- |
| Перемога  | 1919 | Чемпіонат США | Трава    | Вінсент Річардс | Флоренс Баллін Білл Тілден | 2–6, 11–9, 6–2 |